# Chilliwack
Chilliwack är en countyhuvudort i Kanada.   Den ligger i Fraser Valley Regional District och provinsen British Columbia, i den södra delen av landet, 3 500 km väster om huvudstaden Ottawa. Chilliwack ligger 11 meter över havet och antalet invånare är 77 000.
Terrängen runt Chilliwack är kuperad norrut, men söderut är den platt.Chilliwack är det största samhället i trakten.
I omgivningarna runt Chilliwack växer i huvudsak barrskog. Runt Chilliwack är det ganska tätbefolkat, med 248 invånare per kvadratkilometer.